# Maad Ibrahim
Maad Ibrahim (30 giugno 1960) è un ex calciatore iracheno, di ruolo difensore.

## Carriera
Con la Nazionale irachena ha partecipato ai Mondiali 1986 disputando una partita.